# 파이터 (2010년 영화)
《파이터》(영어: The Fighter)는 2010년에 개봉한 전기 스포츠 드라마 영화이다. 데이비드 O. 러셀이 감독을 맡고, 마크 월버그, 크리스천 베일, 에이미 애덤스, 멀리사 리오 등이 출연하였다. 프로 복서 미키 워드(마크 월버그 분)와 그의 배다른 형제 디키 에클런드(크리스천 베일 분)의 인생을 중점으로 잡고 있다. 또한 에이미 애덤스가 미키의 여자친구인 샬린 플레밍 역을, 멀리사 리오는 미키와 디키의 어머니 앨리스 에클런드워드 역을 맡았다. 이 영화는 《쓰리 킹즈》(1999), 《아이 하트 헉커비스》(2004) 이후 러셀 감독과 월버그의 세 번째 협력작이기도 하다.
제83회 아카데미상에서 작품상과 감독상을 포함해 총 9개 부문 후보에 올랐으며, 남우조연상(베일)과 여우조연상(리오)을 수상했다. 1986년 《한나와 그 자매들》 이후로 조연상 모두를 수상한 첫 영화이다.

## 줄거리
영화는 매사추세츠주 로웰 출신의 권투 선수 미키 워드와 그의 형이자 전직 복서인 디키 에클런드의 삶을 중심으로 전개된다. 미키는 어머니의 매니지먼트와 디키의 훈련 아래 프로 복서로 활동하지만, 번번이 다른 선수들의 발판 역할에 머무른다. 한때 슈거 레이 레너드와 대등하게 싸웠던 디키는 마약 중독에 빠져 몰락한 삶을 살고 있으며, 본인은 다큐멘터리 촬영을 통해 재기를 꿈꾸지만 실상은 그의 중독 실태를 폭로하는 내용이다.
미키는 급조된 시합에서 체중 차이가 큰 상대에게 패배한 후 방황하고, 바텐더 샬린 플레밍과 연인이 된다. 어머니는 미키의 부진을 샬린 탓으로 돌리고, 디키는 돈을 벌기 위해 사기 행각을 벌이다가 경찰에 체포된다. 미키는 디키와의 관계를 단절하지만, 감옥에 간 디키는 다큐멘터리를 통해 자신의 현실을 깨닫고 갱생을 시작한다.
미키는 아버지와 새로운 트레이너의 도움을 받아 다시 권투에 복귀하고, 연승을 거두며 타이틀전을 눈 앞에 둔다. 감옥에서 나온 디키는 미키에게 조언을 해주지만, 미키는 디키가 자신의 성공을 이용하려 한다고 생각한다. 타이틀전 직전 미키는 가족들과 갈등하고 훈련 파트너들과도 헤어지지만, 결국 디키와 화해하고 어머니와도 대화를 통해 서로의 마음을 이해한다. 마침내 미키는 챔피언을 꺾고 타이틀을 획득하며, 영화는 미키의 성공이 디키에게도 긍정적인 영향을 주었다는 메시지를 전달하며 마무리된다.

## 출연
- 마크 월버그 - 미키 워드 역
- 크리스천 베일 - 딕 "디키" 워드 역
- 에이미 애덤스 - 샬린 플레밍 역
- 멀리사 리오 - 앨리스 애클런드워드 역
- 잭 맥기 - 조지 워드 역
- 프랭크 렌줄리 - 샐 러나노 역
- 미키 오키프 - 본인 역
- 제나 러미아 - 셰리 "더 베이비" 워드 역
- 에리카 맥더멋 - 신디 "타르" 에클런드 역
- 슈거 레이 레너드 - 본인 역
- 케이트 오브라이언 - 필리스 "비버" 에클런드 역
- 숀 패트릭 도허티 - 지미 역
- 로스 비클 - 마이크 토마 역

## 우리말 녹음
KBS 성우진
- 오인성 - 디키(크리스천 베일)
- 양석정 - 미키(마크 월버그)
- 김지혜 - 샬린(에이미 애덤스)
- 안경진 - 앨리스(멀리사 리오)
- 유해무 - 조지(잭 맥기)
- 김옥경 - 비버(케이트 오브라이언)
- 서문석 - 오키프(미키 오키프)
- 사성웅 - 샐(프랭크 렌줄리)
- 홍진욱 - 지미(숀 패트릭 도허티)
- 박영재 - 아나운서(폴 로크)
- 원호섭 - 마이크(로스 비클)
- 민지 - 타르(에리카 맥더멋)
- 양유진 - 셰리(제나 러미아)